# 1995年全米オープン (テニス)
1995年 全米オープン（1995ねんぜんべいオープン、US Open 1995）は、アメリカ・ニューヨークマンハッタンにある「USTAナショナル・テニスセンター」にて、1995年8月28日から9月10日にかけて開催された。

## シード選手

### 男子シングルス
1. アンドレ・アガシ　（準優勝）
2. ピート・サンプラス　（優勝、2年ぶり3度目）
3. トーマス・ムスター　（4回戦）
4. ボリス・ベッカー　（ベスト4）
5. マイケル・チャン　（ベスト8）
6. ゴラン・イワニセビッチ　（1回戦、途中棄権）
7. エフゲニー・カフェルニコフ　（3回戦）
8. ミヒャエル・シュティヒ　（4回戦）
9. トーマス・エンクビスト　（2回戦）
10. ウェイン・フェレイラ　（1回戦）
11. セルジ・ブルゲラ　（2回戦）
12. リカルド・クライチェク　（3回戦）
13. マルク・ロセ　（4回戦）
14. ジム・クーリエ　（ベスト4）
15. トッド・マーティン　（4回戦）
16. アンドレイ・メドベデフ　（2回戦）

### 女子シングルス
1. シュテフィ・グラフ　（優勝、2年ぶり4度目）
2. モニカ・セレシュ　（準優勝）
3. アランチャ・サンチェス・ビカリオ　（4回戦）
4. コンチタ・マルチネス　（ベスト4）
5. ヤナ・ノボトナ　（ベスト8）
6. マリー・ピエルス　（3回戦）
7. 伊達公子　（4回戦）
8. マグダレナ・マレーバ　（2回戦）
9. ガブリエラ・サバティーニ　（ベスト4）
10. リンゼイ・ダベンポート　（2回戦）
11. アンケ・フーバー　（4回戦）
12. ナターシャ・ズベレワ　（4回戦）
13. イバ・マヨリ　（1回戦）
14. メアリー・ジョー・フェルナンデス　（ベスト8）
15. ヘレナ・スコバ　（2回戦）
16. ブレンダ・シュルツ＝マッカーシー　（ベスト8）

## 大会経過

### 男子シングルス
準々決勝
- アンドレ・アガシ vs.  ペトル・コルダ　6-4, 6-2, 1-6, 7-5
- ボリス・ベッカー vs.  パトリック・マッケンロー　6-4, 7-6, 6-7, 7-6
- ジム・クーリエ vs.  マイケル・チャン　7-6, 7-6, 7-5
- ピート・サンプラス vs.  バイロン・ブラック　7-6, 6-4, 6-0

準決勝
- アンドレ・アガシ vs.  ボリス・ベッカー　7-6, 7-6, 4-6, 6-4
- ピート・サンプラス vs.  ジム・クーリエ　7-5, 4-6, 6-4, 7-5

### 女子シングルス
準々決勝
- シュテフィ・グラフ vs.  エミー・フレージャー　6-2, 6-3
- ガブリエラ・サバティーニ vs.  メアリー・ジョー・フェルナンデス　6-1, 6-3
- コンチタ・マルチネス vs.  ブレンダ・シュルツ＝マッカーシー　3-6, 7-6, 6-2
- モニカ・セレシュ vs.  ヤナ・ノボトナ　7-6, 6-2

準決勝
- シュテフィ・グラフ vs.  ガブリエラ・サバティーニ　6-4, 7-6
- モニカ・セレシュ vs.  コンチタ・マルチネス　6-2, 6-2

## 決勝戦の結果
- 男子シングルス： ピート・サンプラス vs.  アンドレ・アガシ　6-4, 6-3, 4-6, 7-5
- 女子シングルス： シュテフィ・グラフ vs.  モニカ・セレシュ　7-6, 0-6, 6-3
- 男子ダブルス： マーク・ウッドフォード＆ トッド・ウッドブリッジ vs.  アレックス・オブライエン＆ サンドン・ストール　6-3, 6-3
- 女子ダブルス： ジジ・フェルナンデス＆ ナターシャ・ズベレワ vs.  ブレンダ・シュルツ＝マッカーシー＆ レネ・スタブス　7-5, 6-3
- 混合ダブルス： マット・ルセナ＆ メレディス・マグラス vs.  シリル・スーク＆ ジジ・フェルナンデス　6-4, 6-4

## みどころ
- 1993年4月30日の刺傷事件から復帰したモニカ・セレシュが、復帰後最初の4大大会出場で決勝進出を果たす。セレシュは1993年全豪オープンで大会3連覇を達成したが、4月30日にドイツ・ハンブルクで試合中に暴漢に背中を刺され、1995年8月の「カナディアン・オープン」で2年ぶりに女子ツアーへ復帰した。セレシュは「暫定世界ランキング1位」の措置を受け、この大会では「第2シード」を与えられた。女子シングルス決勝ではシュテフィ・グラフとの第1・第2シード対決が実現し、グラフが全米で2年ぶり4度目の優勝を果たす。男子シングルスでもアンドレ・アガシとピート・サンプラスによる第1・第2シード対決の決勝戦が実現し、サンプラスが優勝した。
- 日本人女子選手は、伊達公子、沢松奈生子、神尾米、長塚京子、遠藤愛、杉山愛、宮城ナナ、雉子牟田直子の8名が本戦出場を果たし、国別の出場人数で1位アメリカ、2位ドイツに続く3位を記録した。長塚と宮城は1回戦で敗退したが、遠藤・杉山・雉子牟田が2回戦に進み、神尾と沢松が3回戦、女子第7シードの伊達が4回戦に進出した。神尾の3回戦の相手は、復帰した第2シードのモニカ・セレシュであった。
- この大会では、当時14歳だったマルチナ・ヒンギスの活躍も話題を呼んだ。2回戦で第8シードのマグダレナ・マレーバを破ったヒンギスは、第9シードのガブリエラ・サバティーニとの4回戦まで勝ち進んだ。